# Aimez-vous les uns les autres (film, 1910)
Pour les articles homonymes, voir Aimez-vous les uns les autres.
Aimez-vous les uns les autres est un film français muet de court métrage réalisé par Charles Decroix, sorti en 1910.

## Synopsis

### Fiche technique
- Scénario et réalisation : Charles Decroix
- Production : Société cinématographique des auteurs et gens de lettres (S.C.A.G.L.)
- Distribution : Pathé Frères
- Métrage : 165 mètres dont 120 en couleurs
- Date de sortie :
  -  France : à Paris le 22 avril 1910 au cinéma Omnia Pathé

### Distribution
- René Alexandre